# Graniczna Placówka Kontrolna Hrebenne
Graniczna Placówka Kontrolna Hrebenne – zlikwidowany pododdział Wojsk Ochrony Pogranicza wykonujący kontrolę graniczną osób, towarów  i środków transportu bezpośrednio przejściach granicznych na granicy z ZSRR.

Graniczna Placówka Kontrolna Straży Granicznej w Hrebennem – zlikwidowana graniczna jednostka organizacyjna Straży Granicznej wykonująca kontrolę graniczną osób, towarów i środków transportu bezpośrednio w przejściach granicznych na granicy z Ukrainą.

## Formowanie i zmiany organizacyjne
Reorganizacja, jaką przechodziły Wojska Ochrony Pogranicza w czerwcu 1956, doprowadziły do likwidacji 23 Brygady i podległych jej pododdziałów. W miejsce zniesionej jednostki utworzono dwie samodzielne: Grupę Manewrową Wojsk Ochrony Pogranicza Tomaszów (Chełm) Lubelski i Samodzielny Oddział Zwiadowczy WOP Chełm do którego została włączona nowo utworzona Graniczna Placówka Kontrolna Hrebenne (GPK Hrebenne) – kolejowa, po zlikwidowanej Granicznej Placówce Kontrolnej Lubycza (GPK Lubycza) – kolejowo–drogowa.
Graniczna Placówka Kontrolna Hrebenne została zlikwidowana 1 maja 1957.
W rozkazie nr 03 dowódcy WOP z 30 stycznia 1989 zobowiązano dowódcę Nadbużańskiej Brygady WOP do sformowania drogowego GPK Hrebenne oraz przygotowania tego przejścia do odpraw granicznych obywateli PRL i ZSSR przy wykorzystaniu prowizorycznych obiektów.
Straż Graniczna:
W związku z uruchomieniem drogowego przejścia granicznego Hrebenne-Rawa Ruska, w strukturach Nadbużańskiego Oddziału Straży Granicznej w Chełmie została utworzona Graniczna Placówka Kontrolna Straży Granicznej w Hrebennem z miejscem dyslokacji na ww. przejściu.
W 2000 począwszy od Komendy Głównej SG, Oddziałów SG i na końcu strażnic SG oraz GPK SG, rozpoczęła się reorganizacja struktur Straży Granicznej związana z przygotowaniem Polski do wstąpienia do Unii Europejskiej i przystąpieniem do Traktatu z Schengen. Podczas restrukturyzacji wprowadzono kompleksową ochronę granicy już na najniższym szczeblu organizacyjnym, tj. strażnica i graniczna placówka kontrolna. Wprowadzona całościowa ochrona granicy zniosła podział na graniczne jednostki organizacyjne ochraniające tylko tzw. „zieloną granicę” i prowadzące tylko kontrole ruchu granicznego. W wyniku tego nastąpiło zniesienie Strażnicy SG w Lubyczy Królewskiej, a ochraniany odcinek przejęła wraz z obiektami i obsadą etatową Graniczna Placówka Kontrolna SG w Hrebennem.
Jako Graniczna Placówka Kontrolna Straży Granicznej w Dorohusku funkcjonowała do 23 sierpnia 2005 i 24 sierpnia 2005, Ustawą z 22 kwietnia 2005 O zmianie ustawy o Straży Granicznej..., została przekształcona na Placówkę Straży Granicznej w Hrebennem (PSG w Hrebennem) w strukturach Nadbużańskiego Oddziału Straży Granicznej.

## Ochrona granicy

### Podległe przejście graniczne
Stan z czerwca 1956
- Hrebenne-Rawa Ruska (kolejowe).

Straż Graniczna:

### Podległe przejścia graniczne
Stan z 11 czerwca 1991
- Hrebenne-Rawa Ruska (drogowe)
- Hrebenne-Rawa Ruska (kolejowe) (od 1996)[c][10].

2 stycznia 2003 GPK SG w Hrebennem przejęła pod ochronę odcinek granicy państwowej, po rozformowanej Strażnicy SG w Lubyczy Grólewskiej.

## Strażnice sąsiednie
- Strażnica SG w Łaszczowie ⇔ Strażnica SG w Horyńcu-Zdroju – 02.01.2003[11].

## Dowódcy/komendanci granicznej placówki kontrolnej
- chor. Franciszek Kosiński[12]
- por. Mieczysław Fanczery[12]
- kpt. Semeniuk[12]

Komendanci GPK SG:
- kpt. SG/ppłk SG Zenon Gołka[12] (był 02.01.2003[13]).